# Scalmicauda aliena
Scalmicauda aliena är en fjärilsart som beskrevs av Sergius G. Kiriakoff 1962. Scalmicauda aliena ingår i släktet Scalmicauda och familjen tandspinnare. Inga underarter finns listade.